# José Wilker
José Wilker Almeida (Juazeiro do Norte, 20 de agosto de 1944 – Rio de Janeiro, 5 de abril de 2014) foi um ator, diretor, dramaturgo, narrador, apresentador e crítico de cinema brasileiro. Considerado um dos maiores e mais versáteis atores de sua geração, marcou época com seus personagens no cinema, no teatro e na televisão.

## Biografia

### Início de vida e carreira no teatro
Descendente de holandeses e portugueses, era filho de Severino Wilker Almeida, um caixeiro-viajante e de Raimunda Almeida, uma dona de casa. José Wilker nasceu em Juazeiro do Norte, no dia 20 de agosto de 1944 e mudou-se com a família, ainda adolescente, para o Recife.
Seu primeiro trabalho foi aos treze anos, fazendo uma figuração no teleteatro da TV Rádio Clube, de Recife. Wilker ficava aguardando que o chamassem para alguma "ponta". A primeira atuação foi como cobrador de jornal na peça Um Bonde Chamado Desejo, de Tennessee Williams.
O início da carreira no teatro foi no Movimento de Cultura Popular (MCP) do Partido Comunista, dirigindo espetáculos pelo sertão e produzindo documentários sobre cultura popular. Em 1967, o ator transferiu-se para o Rio de Janeiro, ingressando no curso de Sociologia da Pontifícia Universidade Católica do Rio de Janeiro (PUC-RJ), abandonando depois o curso para seguir a carreira teatral. Ganha o Prêmio Molière de Melhor Ator pela sua atuação na peça O Arquiteto e o Imperador da Assíria, em 1970.

### Início na TV
O crescimento no teatro despertou o interesse do autor de telenovelas Dias Gomes, que o convidou para integrar o elenco de Bandeira 2 (1971), interpretando Zelito, um dos filhos do bicheiro Tucão (Paulo Gracindo). Esse primeiro trabalho na televisão o tornou famoso em pouco tempo e o fez ter uma melhora pessoal e financeira depois de dez anos no teatro, fatos que o atraíram para a carreira na televisão.
Protagonizou pela primeira vez uma telenovela em 1975, como Mundinho Falcão, em Gabriela, adaptada por Walter George Durst do romance de Jorge Amado. Wilker interpretou ainda personagens memoráveis, como o Rodrigo, na telenovela Anjo Mau (1976), de Cassiano Gabus Mendes.
Em 1976, o participou dos filmes Xica da Silva, de Cacá Diegues e Dona Flor e Seus Dois Maridos, de Bruno Barreto em que interpretou o papel do boêmio Vadinho. Em 1979, foi Lorde Cigano em Bye Bye Brasil.

### Consagração, direção de novelas e diretor da Rede Manchete
Dirigiu as telenovela Louco Amor em 1983, de Gilberto Braga,  e no ano seguinte o sucesso Transas e Caretas, de Lauro César Muniz, onde ainda interpreta Tiago. Em 1985, interpretou Roque Santeiro, personagem tema da telenovela homônima.
Em meados dos anos 1980, Herval Rossano deixa a Direção de Dramaturgia da Rede Manchete e, embalada pelo sucesso e impressionada com o conhecimento artístico de Wilker, a emissora o contrata para a chefia do departamento. Além do cargo máximo das novelas da emissora, atua como diretor e ator nas telenovelas Corpo Santo e Carmem, além de chefiar o departamento durante a produção e exibição de Helena.
Sua grande reputação e carisma, além do seu networking, foram essenciais para que a Manchete iniciasse uma política agressiva de contratação de estrelas da Globo. A peso de ouro, chegaram à emissora dos Bloch: Cristiane Torloni, Reginaldo Faria, Lucélia Santos, Paulo Betti, Beatriz Segall, Jonas Bloch, Gloria Perez, Mário Prata, Thales Pan Chacon e outros, além de conseguir manter a estrela Maitê Proença na emissora - ela voltaria à Globo apenas após a saída de Wilker.

### Volta à Globo e novos projetos no cinema
O viés artístico de Wilker fez com que a emissora ganhasse prestígio, porém, a audiência não chegou como o Grupo Bloch esperava. O sucesso de Corpo Santo havia sido apenas relativo, e Carmem e Helena não atingiram índices satisfatórios, tendo altos custos. Após desavenças com os executivos da Manchete sobre custos e a influência da Bloch Editores na televisão, José Wilker se desliga, deixando a pré-produção da novela Olho por Olho, aprovada em sua gestão como diretor da emissora. Wilker, contudo, pavimentou o caminho para que a emissora fizesse grande sucesso com Kananga do Japão e Pantanal. 
Sua volta à Globo foi chancelada com sua participação como um dos co-protagonistas de O Salvador da Pátria. Trabalhou também em Mico Preto e Renascer. 
Viveu o personagem Antônio Conselheiro, no filme Guerra de Canudos lançado em 1997, em que também atuou como produtor.
Em 2000, foi Dom Diego na minissérie A Muralha.  
Em 2004 viveu Giovanni Improtta, um ex-bicheiro, na telenovela Senhora do Destino. Ficaram famosos seus bordões "felomenal" e "o tempo ruge, e a Sapucaí é grande". No mesmo ano, atuou no filme O Homem da Capa Preta, como Tenório Cavalcanti.
Em 2006, atuou na minissérie JK, no papel do presidente Juscelino Kubitschek e em 2007, viveu Luis Gálvez na minissérie Amazônia, de Galvez a Chico Mendes, e Francisco Macieira na telenovela Duas Caras. No ano seguinte, atuou na telenovela Três Irmãs e em 2009 na minissérie Cinquentinha. Em 2010, foi Dr. Mourão na série Na Forma da Lei e viveu Zeca Diabo no filme O Bem-Amado. Ainda em 2011 foi Umberto Brandão na telenovela Insensato Coração e no ano seguinte foi a vez de Gabriela, interpretando o Coronel Jesuíno Mendonça, personagem que ficou marcado pelo bordão "eu vou lhe usar". A telenovela foi um remake da  trama original de 1975, em que o ator havia vivido Mundinho Falcão. Em 2013, um dos seus personagens mais famosos saiu da TV e foi para o cinema: Giovanni Improtta.
Seu último trabalho na TV foi na novela Amor à Vida, no papel do médico Herbert Marques.
No cinema, seus dois últimos trabalhos, ambos lançados postumamente, foram O Duelo, lançado em 2015, baseado no romance Os Velhos Marinheiros de Jorge Amado, em que Wilker interpreta Chico Pacheco, e o filme de animação As Aventuras do Pequeno Colombo, lançado em 2017, em que dá voz ao personagem Conde de Saint-Germain.
No teatro, seu último trabalho foi na direção de O Comediante, de Joseph Meyer. Protagonizada pelo ator Ary Fontoura, a peça estreou em junho de 2014. Wilker havia deixado um dos ensaios da peça, horas antes de sua morte.

### Outras atividades

#### Diretor de escola
No início dos anos 1980, passou a dirigir a Escola de Teatro Martins Pena.

#### Crítico de cinema
Amante de cinema, possuía aproximadamente quatro mil fitas em casa. Mostrou ao público essa faceta fazendo comentários de filmes nos canais de televisão por assinatura Telecine da Globosat e na TV Cultura.
Em 1996, publicou uma coletânea de crônicas em seu livro Como Deixar um Relógio Emocionado, como resultado de seu trabalho como crítico de cinema na TV Cultura, escrevendo também regularmente crônicas sobre o assunto para o Jornal do Brasil.

#### RioFilme
Wilker era também comentarista oficial da transmissão da premiação do Oscar da Rede Globo, além de apresentar o programa Palco & Plateia', transmitido pelo Canal Brasil.
Foi diretor-presidente da RioFilme entre 2003 e 2008, na gestão de Cesar Maia.

## Vida pessoal
Logo ao chegar ao Rio de Janeiro, em 1964 José Wilker conheceu a psicóloga Elza Rocha Pinto, com quem se casou. Depois de divorciarem-se em 1976, Wilker teve outros relacionamentos, dos quais nasceram duas filhas: Mariana (com Renée de Vielmond) e Isabel (com Mônica Torres). Viveu também com Guilhermina Guinle entre 1999 e 2006.

## Morte
José Wilker morreu na manhã de 5 de abril de 2014 em sua casa na cidade do Rio de Janeiro. Estava acompanhado da namorada, a jornalista Claudia Montenegro que, ao acordar, o encontrou já sem vida, vítima de um infarto fulminante. O corpo do ator foi cremado no dia seguinte, no Cemitério Memorial do Carmo, na zona portuária do Rio de Janeiro.

## Filmografia

### Televisão
| Ano  | Título                             | Papel                                   | Notas                                  |
| ---- | ---------------------------------- | --------------------------------------- | -------------------------------------- |
| 1971 | Bandeira 2                         | Zelito                                  |                                        |
| 1971 | Caso Especial                      | Walter                                  | Episódio: "O Crime do Silêncio"        |
| 1972 | Caso Especial                      | Hannan                                  | Episódio: "Dibuk, o demônio"           |
| 1972 | O Bofe                             | Bandeira                                |                                        |
| 1973 | Cavalo de Aço                      | Atílio                                  |                                        |
| 1973 | Os Ossos do Barão                  | Martinho Ghirotto                       |                                        |
| 1974 | Corrida do Ouro                    | Fábio                                   |                                        |
| 1974 | Caso Especial                      | Murilo                                  | Episódio: "A Cartomante"               |
| 1974 | Caso Especial                      | Alfredo Giacometti                      | Episódio: "Enquanto a Cegonha Não Vem" |
| 1975 | Gabriela                           | Mundinho Falcão                         |                                        |
| 1976 | Anjo Mau                           | Rodrigo Medeiros                        |                                        |
| 1980 | Plumas e Paetês                    | Renato                                  |                                        |
| 1981 | Brilhante                          | Oswaldo / Sidney                        |                                        |
| 1982 | Final Feliz                        | Rodrigo                                 |                                        |
| 1983 | Bandidos da Falange                | Tito Lívio                              |                                        |
| 1983 | Louco Amor                         | Diretor                                 | Diretor                                |
| 1984 | Transas e Caretas                  | Tiago                                   | Também como diretor                    |
| 1985 | Um Sonho a Mais                    | Chefe de reportagem                     |                                        |
| 1985 | Roque Santeiro                     | Luis Roque Duarte (Roque Santeiro)      |                                        |
| 1987 | Carmem                             | Camilo                                  | Também como diretor                    |
| 1987 | Corpo Santo                        | Ulisses Queirós                         | Também como diretor                    |
| 1989 | O Salvador da Pátria               | João Matos                              |                                        |
| 1990 | Mico Preto                         | Frederico Menezes Garcia                |                                        |
| 1990 | Histórias Que o Diabo Gosta        | Nuno                                    | Episódio: "O Assalto"                  |
| 1992 | Anos Rebeldes                      | Fábio Andrade Brito                     |                                        |
| 1993 | Agosto                             | Pedro Lomagno                           |                                        |
| 1993 | Renascer                           | Belarmino Ferreira                      | Episódios: "8–10 de março"             |
| 1993 | Fera Ferida                        | Demóstenes Maçaranduba da Costa         |                                        |
| 1995 | A Próxima Vítima                   | Marcelo Rossi                           |                                        |
| 1996 | Anjo de Mim                        | Bianor                                  |                                        |
| 1996 | O Fim do Mundo                     | Tião Socó                               |                                        |
| 1996 | A Vida Como Ela É...               | Narrador                                | Episódio: "O Delicado"                 |
| 1996 | Salsa e Merengue                   | Urbano                                  |                                        |
| 1997 | Sai de Baixo                       | Beto                                    | Episódio: "Ghost Não Se Discut"        |
| 1997 | A Justiceira                       | Ronaldo Schneider                       | Episódio: "Mesmo Que Seja Eu"          |
| 1998 | Mulher                             | Rodrigo                                 | Episódio: "Viciados em Amor"           |
| 1999 | Suave Veneno                       | Waldomiro Cerqueira                     |                                        |
| 2000 | A Muralha                          | Dom Diego                               |                                        |
| 2001 | Um Anjo Caiu do Céu                | Tarso                                   |                                        |
| 2002 | Desejos de Mulher                  | Ariel Britz                             |                                        |
| 2002 | O Quinto dos Infernos              | Pedro José Joaquim, Marquês de Marialva |                                        |
| 2004 | Celebridade                        | Ele mesmo                               | Episódio: "26 de abril"                |
| 2004 | Senhora do Destino                 | Giovanni Improtta                       |                                        |
| 2006 | JK                                 | Juscelino Kubitschek                    |                                        |
| 2007 | Amazônia, de Galvez a Chico Mendes | Luis Gálvez Rodríguez de Arias          |                                        |
| 2007 | Duas Caras                         | Professor Francisco Macieira (Macieira) |                                        |
| 2008 | Três Irmãs                         | Augusto Pinheiro / Lázaro               |                                        |
| 2009 | Cinquentinha                       | Daniel Lopes de Carvalho                |                                        |
| 2010 | Na Forma da Lei                    | Dr. Mourão                              |                                        |
| 2011 | Insensato Coração                  | Umberto Brandão                         |                                        |
| 2011 | A Mulher Invisível                 | Reinaldo Fachetti                       | Episódio: "22 de novembro"             |
| 2012 | O Brado Retumbante                 | Floriano Pedreira                       |                                        |
| 2012 | Gabriela                           | Coronel Jesuíno Mendonça                |                                        |
| 2013 | Amor à Vida                        | Dr. Herbert Marques                     |                                        |

### Cinema
| Ano  | Título                                            | Papel                                     | Notas          |
| ---- | ------------------------------------------------- | ----------------------------------------- | -------------- |
| 1965 | A Falecida                                        | —                                         | Não creditado  |
| 1966 | Paixão                                            |                                           |                |
| 1967 | El Justicero                                      | El Rato                                   |                |
| 1968 | A Vida Provisória                                 | Assassino                                 |                |
| 1970 | Estranho Triângulo                                | Walter                                    |                |
| 1970 | Eu Sou Vida, Eu Não Sou Morte                     | —                                         | Curta-metragem |
| 1971 | Os Inconfidentes                                  | Joaquim José da Silva Xavier "Tiradentes" |                |
| 1973 | Deliciosas Traições de Amor                       | —                                         |                |
| 1974 | Amor e Medo                                       | Filmador                                  |                |
| 1975 | Ana, a Libertina                                  | João Paulo                                |                |
| 1975 | O Casal                                           | Alfredo Giacometti                        |                |
| 1976 | Confissões de uma Viúva Moça                      | Emílio                                    |                |
| 1976 | Dona Flor e Seus Dois Maridos                     | Valdomiro 'Vadinho' Santos Guimarães      |                |
| 1976 | Xica da Silva                                     | Contador de Valadares                     |                |
| 1977 | Diamante Bruto                                    | José de Castro                            |                |
| 1978 | A Batalha dos Guararapes                          | João Fernandes                            |                |
| 1978 | O Golpe Mais Louco do Mundo                       | Leleco                                    |                |
| 1979 | Bye Bye Brasil                                    | Lorde Cigano                              |                |
| 1980 | Bonitinha mas Ordinária ou Otto Lara Rezende      | Edgard                                    |                |
| 1981 | Fiebre Amarilla                                   | Rodrigo                                   |                |
| 1981 | Los Crápulas                                      | —                                         |                |
| 1982 | O Rei da Vela                                     | Abelardo Segundo                          |                |
| 1983 | O Bom Burguês                                     | Lucas                                     |                |
| 1984 | São Bernardo                                      | —                                         |                |
| 1984 | Jango                                             | Narrador                                  |                |
| 1985 | Fonte da Saudade                                  | Vasco                                     |                |
| 1985 | O Homem da Capa Preta                             | Tenório Cavalcanti                        |                |
| 1986 | Baixo Gávea                                       | Maluco da bomba                           |                |
| 1986 | Besame Mucho                                      | Xico                                      |                |
| 1987 | Leila Diniz                                       | Sheik                                     |                |
| 1987 | Um Trem para as Estrelas                          | Professor                                 |                |
| 1988 | Prisioneiro do Rio                                | Salo                                      |                |
| 1989 | Dias Melhores Virão                               | Wallace Caldeira                          |                |
| 1989 | Mentira                                           | Narrador                                  |                |
| 1989 | Doida Demais                                      | Noé                                       |                |
| 1989 | Solidão, uma Linda História de Amor               | —                                         |                |
| 1990 | Filha da Mãe                                      | Álvaro                                    |                |
| 1992 | Medicine Man                                      | Dr. Miguel Ornega                         |                |
| 1994 | Josué de Castro, Cidadão do Mundo                 | Narrador                                  | Documentário   |
| 1996 | Pequeno Dicionário Amoroso                        | Alaor                                     |                |
| 1996 | Delicado                                          | —                                         |                |
| 1997 | For All - O Trampolim da Vitória                  | Giancarlo                                 |                |
| 1997 | Guerra de Canudos                                 | Antonio Conselheiro                       |                |
| 2000 | Villa-Lobos, Uma Vida de Paixão                   | Donizzeti                                 |                |
| 2002 | Dead in the Water                                 | Pai                                       |                |
| 2002 | Banquete                                          | Mendigo                                   | Curta-metragem |
| 2002 | Suspiros Republicanos ao Crepúsculo de um Império | Narrador                                  | Curta-metragem |
| 2003 | Maria - Mãe do Filho de Deus                      | Poncio Pilatos                            |                |
| 2003 | O Homem do Ano                                    | Silvio                                    |                |
| 2004 | Onde Anda Você?                                   | Mandarim                                  |                |
| 2004 | Redentor                                          | Dr. Saboia                                |                |
| 2004 | Viva Sapato!                                      | Fernando                                  |                |
| 2005 | O Piadista                                        | —                                         |                |
| 2005 | Olga Del Volga                                    | —                                         |                |
| 2005 | O Guia do Mochileiro das Galáxias                 | —                                         |                |
| 2006 | Canta Maria                                       | Lampião                                   |                |
| 2006 | O Sonho de Inacim                                 | Padre Rolim                               |                |
| 2006 | O Maior Amor do Mundo                             | Antônio                                   |                |
| 2008 | Casa da Mãe Joana                                 | Juca                                      |                |
| 2008 | Sexo com amor?                                    | Jorge                                     |                |
| 2008 | Romance                                           | Danilo                                    |                |
| 2009 | Embarque Imediato                                 | Fulano                                    |                |
| 2010 | O Bem-Amado                                       | Zeca Diabo                                |                |
| 2010 | Elvis e Madona                                    | Pachecão                                  |                |
| 2011 | Tancredo, a Travessia                             | Narrador                                  | Documentário   |
| 2011 | "Kreuko" em Mundo Invisível                       | Homem no sonho                            |                |
| 2011 | A Melhor Idade                                    | Antenor                                   | Curta-metragem |
| 2011 | A Hora e a Vez de Augusto Matraga                 | Joãozinho Bem-Bem                         |                |
| 2013 | Giovanni Improtta                                 | Giovanni Improtta                         | Também diretor |
| 2013 | Casa da Mãe Joana 2                               | Juca                                      |                |
| 2014 | Isolados                                          | Dr. Fausto                                |                |
| 2015 | O Duelo                                           | Chico Pacheco                             |                |
| 2017 | As Aventuras do Pequeno Colombo                   | Conde de Saint-Germain                    | Dublagem       |

## Teatro
| Ano  | Trabalhos                      | Nota (s)     |
| ---- | ------------------------------ | ------------ |
| 1986 | Sábado, Domingo e Segunda      | Como Diretor |
| 1989 | Perversidade Sexual em Chicago | Como Diretor |
| 1992 | A Morte e a Donzela            | Como Diretor |
| 1993 | Mephisto                       | Como Diretor |
| 1994 | Querida Mamãe                  | Como Diretor |
| 2011 | Palácio do Fim                 | Como Diretor |
| 2014 | O Comediante                   | Como Diretor |

## Prêmios e indicações
| Ano  | Premiação                                             | Categoria                                | Nomeações                                                  | Resultado | Ref.   |
| ---- | ----------------------------------------------------- | ---------------------------------------- | ---------------------------------------------------------- | --------- | ------ |
| 1964 | Prêmio Associação de Cronistas Teatrais de Pernambuco | Melhor Ator Revelação                    | Estórias do Mato. A Afilhada de Nossa Senhora da Conceição | Venceu    | [ 26 ] |
| 1971 | Prêmio Molière de Teatro                              | Melhor Ator                              | O Arquiteto e o Imperador da Assíria                       | Venceu    | [ 26 ] |
| 1971 | Prêmio Governador do Estado                           | Melhor Ator em Teatro                    | O Arquiteto e o Imperador da Assíria                       | Venceu    |        |
| 1971 | Prêmio APCT de Teatro                                 | Melhor Ator                              | O Arquiteto e o Imperador da Assíria                       | Venceu    |        |
| 1977 | Prêmio Molière de Teatro                              | Melhor Ator                              | Os Filhos de Kennedy                                       | Venceu    |        |
| 1977 | Prêmio Governador do Estado                           | Melhor Ator em Teatro                    | Os Filhos de Kennedy                                       | Venceu    |        |
| 1986 | Festival de Cinema de Gramado                         | Melhor Ator                              | O Homem da Capa Preta                                      | Venceu    |        |
| 1986 | Prêmio Molière de Cinema                              | Melhor Ator                              | O Homem da Capa Preta                                      | Venceu    | [ 27 ] |
| 1986 | Troféu Imprensa                                       | Melhor Ator                              | Roque Santeiro                                             | Indicado  |        |
| 1986 | Prêmio Molière de Teatro                              | Melhor Diretor                           | Sábado, Domingo e Segunda                                  | Venceu    | [ 28 ] |
| 1987 | Prêmio Mambembe de Teatro                             | Melhor Diretor                           | Sábado, Domingo e Segunda                                  | Venceu    | [ 28 ] |
| 1987 | Prêmio Molière de Teatro                              | Melhor Ator                              | Assim É... (Se Lhe Parece)                                 | Venceu    |        |
| 1994 | Prêmio APCA de Televisão                              | Melhor Ator                              | Fera Ferida                                                | Venceu    | [ 29 ] |
| 1996 | Troféu Imprensa                                       | Melhor Ator                              | A Próxima Vítima                                           | Indicado  |        |
| 1998 | Prêmio Guarani de Cinema Brasileiro                   | Melhor Ator Coadjuvante                  | Guerra dos Canudos                                         | Indicado  |        |
| 1999 | Prêmio Magnífico                                      | Melhor Ator em Televisão                 | Suave Veneno                                               | Venceu    | [ 30 ] |
| 1999 | Prêmio Magnífico                                      | Melhor Diretor de Programas              | Sai de Baixo                                               | Venceu    | [ 30 ] |
| 2002 | Prêmio TV Press                                       | Melhor Ator Coadjuvante                  | Desejos de Mulher                                          | Venceu    |        |
| 2003 | Prêmio Contigo! de TV                                 | Melhor Ator                              | Desejos de Mulher                                          | Indicado  |        |
| 2004 | Prêmio Extra de Televisão                             | Melhor Ator                              | Senhora do Destino                                         | Indicado  | [ 31 ] |
| 2004 | Melhores do Ano                                       | Melhor Ator de Novela                    | Senhora do Destino                                         | Indicado  |        |
| 2004 | Prêmio TV Press                                       | Melhor Ator                              | Senhora do Destino                                         | Venceu    |        |
| 2005 | Troféu Imprensa                                       | Melhor Ator                              | Senhora do Destino                                         | Venceu    |        |
| 2005 | Prêmio Arte Qualidade Brasil - SP                     | Melhor Ator                              | Senhora do Destino                                         | Venceu    |        |
| 2005 | Prêmio Arte Qualidade Brasil - RJ                     | Melhor Ator                              | Senhora do Destino                                         | Venceu    |        |
| 2005 | Prêmio Contigo! de TV                                 | Melhor Ator                              | Senhora do Destino                                         | Venceu    |        |
| 2005 | Prêmio Contigo! de TV                                 | Melhor Par Romântico (com Suzana Vieira) | Senhora do Destino                                         | Indicado  |        |
| 2005 | Blockbuster Entertainment Awards                      | Melhor Ator de Drama                     | Guerra de Canudos                                          | Indicado  | [ 32 ] |
| 2006 | Prêmio Arte Qualidade Brasil                          | Melhor Ator                              | JK                                                         | Indicado  |        |
| 2007 | Prêmio Contigo! de TV                                 | Melhor Ator                              | JK                                                         | Indicado  |        |
| 2007 | Paris Brazilian Film Festival                         | Melhor Ator (voto júri)                  | O Maior Amor do Mundo                                      | Venceu    |        |
| 2007 | Prêmio Contigo! de Cinema Nacional                    | Melhor Ator                              | O Maior Amor do Mundo                                      | Indicado  |        |
| 2007 | Prêmio Quem de Televisão                              | Melhor Ator                              | Amazônia, de Galvez a Chico Mendes                         | Indicado  |        |
| 2011 | Festival de Cinema de Gramado                         | Melhor Ator em Curta-Metragem            | A Melhor Idade                                             | Venceu    |        |
| 2011 | Prêmio Contigo! de Cinema Nacional                    | Prêmio Especial                          | Homenagem                                                  | Venceu    |        |
| 2011 | Prêmio Arte Qualidade Brasil                          | Melhor Ator Coadjuvante em Minissérie    | O Bem-Amado                                                | Venceu    |        |
| 2011 | Festival Internacional de Cinema do Rio               | Melhor Ator Coadjuvante                  | A Hora e a Vez de Augusto Matraga                          | Venceu    | [ 33 ] |
| 2012 | Prêmio Extra de Televisão                             | Melhor Ator Coadjuvante                  | Gabriela                                                   | Indicado  | [ 34 ] |
| 2015 | Prêmio Quem de Cinema                                 | Melhor Ator                              | O Duelo                                                    | Indicado  | [ 35 ] |
| 2015 | Grande Prêmio do Cinema Brasileiro                    | Melhor Ator Coadjuvante                  | Isolados                                                   | Indicado  |        |